# Oussama Methazem
Oussama Methazem (Khenchela, 16 dicembre 1993) è un calciatore algerino, portiere del JS Jijel.

## Carriera

### Club
Ha sempre giocato nel campionato algerino.

### Nazionale
È stato convocato per le Olimpiadi del 2016 dove ha disputato l'ultima partita della fase a gironi.